# 李同文
李同文（1913年—1993年），原名李承烈，男，湖南浏阳人，中华人民共和国政治人物，曾任广西壮族自治区政协副主席。